# Ян-Ленард Щруф
Ян-Ленард Щруф (на немски: Jan-Lennard Struff) е германски тенисист.

## Биография
Ян-Ленард Щруф е роден на 25 април 1990 в Варщайн, Германия. И двамата му родители, Дитер и Мартина, са треньори по тенис.

## Кариера
Ян-Ленард Щруф достига най-високото си класиране в света на сингъл като номер 21. Печели четири титли на двойки. През 2024 г. на 33-годишна възраст печели първата си титла на сингъл от ATP, като побеждава третия поставен Тейлър Фриц в два сета на финала на Баварския международен шампионат по тенис. С тази победа Щруф става третият най-възрастен шампион от началото на ATP тур през 1990 г. На двойки той постига най-високо класиране до номер 21, на 22 октомври 2018 г. Към август 2024 г. той е тенисист номер 2 на Германия.

## Кариерна статистика

#### Финали натурнири от сериите Мастърс(1)
| година | турнир       | съперник във финала | резултат      |
| ------ | ------------ | ------------------- | ------------- |
| 2023   | Мадрид Оупън | Карлос Алкарас      | 4–6, 6–3, 3–6 |

### ATP финали (1 титли; 3 финала)
|        | П–З | Година | Турнир             | Клас         | Настилка | Опонент             | Резултат                 |
| ------ | --- | ------ | ------------------ | ------------ | -------- | ------------------- | ------------------------ |
| Загуба | 0–1 | 2021   | Баварски шампионат | 250 серии    | Клей     | Николоз Басилашвили | 4–6, 6–7(5–7)            |
| Загуба | 0–2 | 2023   | Мадрид Оупън       | Мастърс 1000 | Клей     | Карлос Алкарас      | 4–6, 6–3, 3–6            |
| Загуба | 0–3 | 2023   | Щутгарт Оупън      | 250 серии    | Трева    | Френсис Тиафо       | 6–4, 6–7(1–7), 6–7(8–10) |
| Победа | 1–3 | 2024   | Баварски шампионат | 250 серии    | Клей     | Тейлър Фриц         | 7–5, 6–3                 |